# Petras Dargis
Petras Dargis (*  17. Januar 1955 in Dvarčiai, Rajongemeinde Šilalė) ist ein litauischer Journalist und Politiker, seit November 2024 Mitglied des Seimas.

## Leben
Nach dem Abitur an der Mittelschule absolvierte Petras Dargis 1985 das Diplomstudium der Journalistik an der Universität Vilnius in der litauischen Hauptstadt Vilnius. Von 1975 bis 2019 arbeitete er als Journalist. Seit 1991 ist er Aktionär der Regionzeitung Šiaulių kraštas in Šiauliai. Von 2019 bis 2021 war er Berater des Bürgermeisters und von 2021 bis 2023 Ratsmitglied der Rajongemeinde Šilalė.
In der Parlamentswahl in Litauen 2024 wurde er ins 14. Seimas ausgewählt.
Seit 2024 ist Petras Dargis Mitglied von „Nemuno aušra“. 
Von 1985 bis 1989 war er Mitglied der KPdSU.
Petras Dargis ist verheiratet.